# Helyzetszám
A helyzetszámok a szerves kémiai nómenklatúrában használatosak. Az alapvegyületben jelölik ki azt az (esetleg több) atomot, amire a nevezéktani művelet vonatkozik. Többféle művelet van, ez adja meg, hogy az alapvegyület helyzetszámmal megjelölt része mire változik.
Egy vegyületnév előtagokból, alapnévből és esetleg egy utótagból áll, melyeket külön-külön kell megszámozni a komponens típusa szerinti módon. A számozás módjával e szócikkben nem foglalkozunk, csak azzal, hogyan lehet hivatkozni a már megszámozott atomokra.

## Arab számmal megadott helyzetszám

Propán-2-ol

Az etánból úgy képezünk alkoholt, hogy valamelyik hidrogénatomját hidroxilcsoportra (–OH) cseréljük. Teljesen mindegy, melyiket, hiszen forgatással a két változat fedésbe hozható. Ez azonban általában nincs így. A nevezéktani művelet neve szubsztitúció.
A hidroxilcsoportot megadhatjuk az etán előtagjaként, ilyenkor a neve  hidroxi-. A kapott vegyület neve hidroxietán. Megadhatjuk utótagként, ilyenkor a neve -ol, a kapott vegyület neve etanol (az etán á-ja lerövidül, a nyár–nyarat alakhoz hasonlóan). A vegyületnek más nevei is vannak, a legismertebb az etil-alkohol, mely egy másik nevezéktani művelettel kapott ún. csoportfunkciós név.
A propán esetén már nem mindegy, hogy a hidroxilcsoport valamelyik szélső vagy a középső szénatomhoz csatlakozik-e. A két szélső szénatom között nincs különbség, hiszen forgatással a két eset egybevágóvá tehető.
A helyettesítő csoport helyét úgy adjuk meg, hogy megszámozzuk a molekula atomjait, és az atom sorszámát a szubsztituens előtt kötőjellel jelezzük. Ez akkor is így van, ha az szubsztituenset utótagként adjuk meg, bár néha a hagyomány miatt kivételt tesznek.
A propán esetén a hidroxilcsoportot előtagként megadva 1-hidroxipropán / 2-hidroxipropán, utótagként propán-1-ol ill. propán-2-ol lesz a kapott alak.
A hidroxipropán ill. propanol alak nem adja meg a csatlakozási helyet, vagyis elvileg a két izomer bármelyikét jelentheti. Gyakorlatilag az 1-est, esetleg a „fontosabbat” szokta jelenteni; ez esetben a propán-1-olt.
A korábbi, 1979-es nevezéktan utótagos képzés esetén is az alapnév (propán) előtt adta meg a szubsztituens helyét, így az alak 1-propanol ill. 2-propanol volt. Mára ez a névképzés elavult.

### Latin betűs kiegészítés

Dekalin

A helyzetszámot latin betű követheti. A kondenzált széngyűrűk közös szénatomjai nem kapnak külön számot; ezeket jelzik latin betűkkel.

### Jelöléses kiegészítés

5CB, rendszertani nevén 4-ciano-4′-pentilbifenil

Több gyűrű esetén a második gyűrűt jobbra dőlő aposztróffal (′, neve prime, HTML-neve &prime;) jelöljük meg, a harmadik gyűrűt kettős jellel (′′), stb.
Például az 5CB rövidítésű vegyület két egymáshoz kapcsolódó benzolgyűrűből (bifenil) áll. Az egyik gyűrűhöz egy ciano-csoport (C≡N–), a másikhoz egy pentil-csoport (CH3–[CH2]4–) kapcsolódik. A két oldalláncot előtagként adjuk meg szubsztitúcióval. Az így kapott név: 4-ciano-4′-pentilbifenil. (A két benzolgyűrű az 1-es szénatommal kapcsolódik egymáshoz, ezért az oldallánc mindkét gyűrűben a 4-es szénatomhoz kötődik.)

## Görög betűs helyzetszámok

Propánsav

Alanin

A helyzetszámot néha görög betűvel helyettesítik. Ez olyankor szokás, ha a vegyület fő csoportja maga is tartalmaz szénatomot. Tipikus példa a karboxilcsoport (–COOH). A görög betűs számozás nem veszi figyelembe a főcsoport szénatomját, az arab viszont igen, így α-val a 2-es, β-val a 3-as szénatomot jelölik.
A propánsav a propánból képzett csoportfunkciós név. Az alapnév a propán, a sav a monokarbonsavakat jelölő utótag. A számozási szabályok szerint a karboxilcsoport szénatomja az 1-es, a CH2 a 2-es, a CH3 a 3-as.
Az alanin az egyik legegyszerűbb fehérjealkotó aminosav. Neve triviális név. Az NH2– aminocsoport a propán 2-es (középső) szénatomjához kapcsolódik az egyik hidrogén helyére. A szubsztitúciós műveletben az NH2– előtagneve amino-, így az alanin rendszertani neve 2-aminopropánsav. A helyzetszámot görög betűvel jelölve: α-aminopropánsav. (A helyzetszámmal kiegészített előtagot egybeírtuk a propán alapnévvel.) A fehérjealkotó aminosavak azért α-aminosavak, mert mindegyikben a karboxilcsoporttal szomszédos szénatomhoz kapcsolódik az (egyik) aminocsoport.
Másik példa: a γ-aminovajsav (GABA). A vajsav (CH3–CH2–CH2–COOH) 4. szénatomjához kapcsolódik az NH2– csoport. A GABA (NH2–CH2–CH2–CH2–COOH) tehát – a fehérjealkotó aminosavakkal ellentétben – γ-aminosav.

## Nagybetűs helyzetszámok
Ha egyértelműen meghatározott, a helyzetszámot egy atom vegyjelével is meg lehet adni. Helyzetszámként a vegyjelet dőlt betűvel írjuk. Hidrogén esetén a jelölés gyűrűs vegyületekben kiemelt vagy hozzáadott hidrogént jelent.
Szubsztitúciós művelet esetén a megjelölt elemhez kapcsolódó hidrogénatomo(ka)t cseréljük ki más atomcsoporttal.
Az anilin képlete NH2–C6H5. Ha a nitrogén mindkét hidrogénatomját metilcsoporttal helyettesítjük, a kapott vegyület neve N,N-dimetilanilin.

## Kisbetűs helyzetszámok
A benzol kétszeresen szubsztituált származékait hagyományosan az orto-, meta- és para szóval jelezzük, melyek rövidítése a dőlt betűvel írt o-, m- ill. p-. Az orto az 1,2 helyzetszámpárt, a meta az 1,3-at, a para az 1,4-et helyettesíti. Például:

o-xilol
m-xilol
p-xilol

A kisbetűs helyzetszámok csak akkor használhatók, ha a benzolnak pontosan két hidrogénje szubsztituonált, egyébként helyzetszámokat kell használni.

## Helyzetszámok összehasonlítása
A helyzetszámok összehasonlítása azért fontos, mert ha egy vegyület atomjai a nevezéktani szabályok után is többféleképpen számozhatók, a számozást úgy kell megválasztani, hogy a helyzetszámok sorozata a legkisebb legyen.
Ha két helyzetszám számmal kezdődik, az a kisebb, amelyik kezdő száma kisebb. Azonos kezdő szám esetén:
- 2 < 2′
- 2 < 2a
- 8a < 8b
- 4′ < 4a
- 4′a < 4a′
- a dőlt kis- vagy nagybetűs helyzetszám kisebb, mint a görög betűs
- a görög betűs helyzetszám kisebb, mint az arab.

Két helyzetszám-sorozat (vesszővel elválasztott, nagyság szerint rendezett helyzetszámok) közül az a kisebb, amelyikben az első nem egyező helyzetszám kisebb.